# Karl Rhode
Karl Rhode (* 13. April 1858 in Mirow; † unbekannt) war ein deutscher Drechsler und Politiker.

## Leben
Rhode war Drechsler in Neustrelitz. Er war Abgeordneter der SPD in der Verfassunggebenden Versammlung von Mecklenburg-Strelitz. Im März 1920 zog er als Nachrücker für den Abgeordneten Karl Jessen für sieben Wochen auch in den ersten ordentlichen Landtag ein. 